# Kerttu Bernhard
Kerttu Regina Veronica Bernhard, född 29 december 1902 i Kalvola, död 26 mars 1944 i Helsingfors, var en finländsk pianist. Hon ingick 1931 äktenskap med Arno Granroth.
Bernhard var en av Finlands mest framstående pianister. Hon gav egna konserter och framträdde som solist vid symfonikonserter i hem- och utlandet. I Finland var hon även en uppskattad musikpedagog.